# 숙명공주 (조선)
숙명공주(淑明公主, 1640년 윤1월 25일 ~ 1699년 3월 17일)는 조선의 왕족으로 효종과 인선왕후의 셋째 딸이다.

## 생애
1640년(인조 18년) 1월 25일, 청나라 심양의 질관(質館)에서, 당시 인질 생활 중이던 아버지 봉림대군(효종)과 어머니 풍안부부인 장씨(인선왕후)의 셋째 딸로 태어났다. 맏언니인 숙신공주가 요절하였기 때문에, 대부분의 사서에는 둘째 딸(第二公主)로 기록되어 있다.
1648년(인조 26년) 12월 19일, 왕세자의 딸에게 주어지는 군주(郡主)의 작호를 받아 숙명군주(淑明郡主)에 봉해졌으며, 다음해에 아버지 효종이 즉위하자 숙명공주(淑明公主)로 진봉되었다.
1652년(효종 3년) 5월 3일, 이조참판 심지원(沈之源)의 아들 청평위(靑平尉) 심익현(沈益顯)과 혼인하였으며 심익현과의 사이에 두 아들을 두었다.
1653년(효종 4년), 효종은 인경궁의 옛터에 숙명공주의 집을 지어주었는데, 이때 군포와 요미 등 부역에 쓰이는 물자와 비용이 많이 발생하자 헌부에서 집의 칸 수를 줄이고 물력 낭비를 줄이라 간하였다.
이후에도 숙명공주를 비롯한 효종의 딸들은 토지와 전답, 저택 공사등에서 민간의 피해를 끼치고 폐단을 일으켜 물의를 빚었다.
1683년(숙종 9년) 남편인 청평위 심익현과 사별하였다.
숙명공주의 당파는 서인으로, 당시 언니 숙안공주와 더불어 서인의 당색을 드러내며 숙종에게 자의대왕대비(장렬왕후)의 사촌 동생인 조사석이 정승으로 임명된 것에 대해 불평하였으며, 남인인 희빈 장씨와 숭선군의 아들 동평군 등과는 불화를 빚고 반목하였다. 숙종이 희빈 장씨를 총애하고 남인에게 마음이 기울 무렵, 공주들의 이러한 무례함에 상당히 불쾌함을 느끼고 진노하였다.
| “ | 그전부터 조정의 진신(搢紳)이 내관(內官)과 결탁하고, 궁인들이 궁가(宮家)와 내통하는 것은 모두 통렬하게 금하는 법이기에 지난해에 비망기에다 언급했던 것이고 다른 뜻이 있었던 것이 아니었다. 그런데도 여러 공주들이 이로부터 의심을 품고 전과 크게 달라지므로 내가 마음을 썩여온 지 이미 오래인데, 군상(君上)을 모함하고 욕했으니, 어찌 앙화(殃禍)가 없을 일이겠는가? | ” |
|   | — 숙명공주와 숙안공주의 무례함과 불경함에 숙종이 분노하며 한 말 《숙종실록》 18권, 숙종 13년(1687년 9월 13일) (무자) |   |

이러한 숙종의 분노로 말미암아 기사환국 때에 숙명공주의 아들인 심정보와 심정협이 처벌되었다. 당시 숙명공주의 언니인 숙안공주의 아들 홍치상(洪致祥)은 문초를 받으면서 이종사촌이자 동서인 심정보를 끌어들였고, 숙종은 심정보와 심정협은 유배를 보냈지만 홍치상은 교수형에 처하였다. 고모인 공주들이 버젓이 생존해 있음에도 숙종은 아랑곳하지 않고 사촌들을 처벌하였다.
이 일로 숙명공주는 상심하여 병을 얻었고, 병이 심해지자 숙종은 심정보와 심정협을 유배지에서 방면하여 숙명공주를 돌보게 하였다. 숙종은 숙안공주의 아들인 홍치상은 사형을 내리고 사후에도 죄를 용서하지 않았지만, 숙명공주의 아들인 심정보 형제는 용서하였고, 숙명공주의 헌수 잔치에 도구를 하사하기도 하였다.
1699년(숙종 25년), 병이 깊어지자 숙종은 공주의 저택에 친림하여 문병하였다. 3월 17일 사망하였다. 숙종은 매우 슬퍼하며 조회를 중지하고 부의를 내렸다.
숙명공주의 묘역은 경기도 파주시 광탄면에 있다.

## 숙명신한첩
숙명공주는 아버지 효종, 어머니 인선왕후, 동생 현종 및 조모인 장렬왕후와 그 외에도 명성왕후, 숙종 등과 한글 편지를 주고 받았는데, 숙명공주가 이들로부터 받은 한글편지첩을 엮은 《숙명신한첩(淑明宸翰帖)》은 보물 제1947호로 지정되어 조선 중기의 한글 연구에 귀중한 자료로 남아 있다. 이 한글 편지의 내용으로 인해 숙명공주가 고양이를 무척 아끼고 좋아했다는 것이 알려지기도 하였다.
| 숙명공주와 효종이 주고 받은 편지 | 숙명공주와 효종이 주고 받은 편지 | 현종이 숙명공주에게 보내는 편지 |
| -------------------------------- | --- | --- |
|                                  | 숙명공주 문안 여쭙습니다. 밤사이 기체 안녕하신지요. 뵙지 못한 채 날이 거듭 지나니 더욱 섭섭해 무어라고 더 표현할 말이 없습니다. 효종 편지 보고 잘 있다고 하니 기쁘구나. 어제 두 색촉(물들인 초)을 보내었는데 받아 보았느냐? 면자등을 이 초의 수만큼 보내노라. | 원문 밤ᄉᆞ이 평안ᄒᆞᄋᆞᆸ신 일 아ᄋᆞᆸ고져 ᄇᆞ라오며 오ᄂᆞᆯ은 졍찰도 못 어더 보오니 ᄀᆞ이엄ᄉᆞᆸ더이다 이 황감 칠 ᄆᆡ 극쇼 북관ᄒᆞ오나 졍으로 모도온 거시라 가오니 적다 마ᄋᆞᆸ시고 웃고 자ᄋᆞᆸ쇼셔 현대어 해석 밤사이 평안하신 일 아옵고자 바라오며 오늘은 정겨운 편지도 못 얻어 보니 그립기 그지없었습니다. 이 홍귤 일곱 개가 지극히 적고 보잘 것 없사오나 정으로 모은 것이라 보내오니 적다고 하지 마시고 웃고 잡수십시오. |

## 가족 관계
| - 아버지 : 효종(孝宗, 1619 ~ 1659) - 어머니 : 인선왕후 장씨(仁宣王后 張氏, 1618 ~ 1674) - 언니 : 숙신공주(淑愼公主, 1634 ~ 1645) - 언니 : 숙안공주(淑安公主, 1636 ~ 1697) - 동생 : 현종(顯宗, 1641 ~ 1674) - 동생 : 숙휘공주(淑徽公主, 1642 ~ 1696) - 동생 : 숙정공주(淑靜公主, 1646 ~ 1668) - 동생 : 숙경공주(淑敬公主, 1648 ~ 1671) | - 시아버지 : 심지원((沈之源, 1593 ~ 1662) - 시어머니(초취) : 안동 권씨(安東 權氏) : 좌랑 권득기(權得己)의 딸, 판서 권극례(權克禮)의 손녀 - 시어머니(후취) : 해평 윤씨(海平 尹氏) : 부사 윤종지(尹宗之)의 딸, 좌찬성 윤근수(尹根壽)의 증손녀 - 남편 : 청평위(靑平尉) 심익현(沈益顯, 1641 ~ 1683) - 장남 : 심정보(沈廷輔, 1658 ~ 1727) - 며느리 : 온양 정씨(溫陽 鄭氏) : 정유악(鄭維岳)의 딸 - 며느리 : 전주 이씨(全州 李氏) : 이정영(李正英)의 딸이며, 숙종의 후궁 영빈 김씨의 이모 - 손녀 청송 심씨 : 광산 김씨 감사(監司) 증 좌찬성(贈 左贊成) 김진옥(金鎭玉)의 아들 판윤(判尹) 증 영의정(贈 領議政) 김원택(金元澤)의 처 - 며느리(측실) : 미상 - 손녀 청송 심씨 : 교관(敎官) 조명두(趙明斗)의 처 - 서손자 : 심사맹(沈師孟) - 서손자 : 심사하(沈師夏) - 서손자 : 심사유(沈師游) - 서손녀 청송 심씨 : 홍계우(洪啓祏)의 처 - 양손자 : 좌랑(佐郞) 심협(沈埉) - 심상은(沈尙殷)의 아들 - 차남 : 심정협(沈廷協, 1659 ~ 1699) - 며느리 : 풍양 조씨(豊壤 趙氏) : 예조판서 조형(趙珩)의 손녀 - 양손자 : 부사(府使) 심사주(沈師周, 1691 ~ 1757) - 심정기(沈廷琦)의 아들 |

## 같이 보기
- 효종
- 인선왕후
- 숙명신한첩 - 보물 제1947호
- 숙안공주
- 기사환국

## 참고 자료
- 숙명공주 - 한국학중앙연구원